# Bohdan Jaremenko
Bohdan Jaremenko (ukr. Богдан Васильович Яременко, ur. 25 września 1971 w Kijowie) – ukraiński polityk, dyplomata, filolog, działacz społeczny.
W latach 2010–2014 konsul w Stambule, a w 2006–2008 w Edynburgu. Następnie wicedyrektor Departamentu Spraw Zagranicznych w Sekretariacie Prezydenta Ukrainy. W latach 2010–2013 przedstawiciel Ukrainy w Organizacji Współpracy Gospodarczej Państw Morza Czarnego. Od 2014 roku członek fundacji charytatywnej „Majdan spraw zagranicznych”.
W 2019 r. wybrany do Rady Najwyższej IX kadencji.